# Општина Нукшоара (Арђеш)
Нукшоара (рум. Nucşoara) општина је у Румунији у округу Арђеш.
Oпштина се налази на надморској висини од 760 m.